# Batagur kachuga
Espèce
Synonymes
- Emys kachuga Gray, 1831
- Batagur ellioti Gray, 1862
- Kachuga fusca Gray, 1870
- Batagur bakeri Lydekker, 1885

Statut de conservation UICN

 CR A1cd : 
En danger critique
Statut CITES
Batagur kachuga est une espèce de tortues de la famille des Geoemydidae.

## Répartition
Cette espèce se rencontre dans le nord de l'Inde et au Bangladesh.
Sa présence est incertaine au Népal.

## Menaces et conservation
L'UICN (22 janvier 2023) classe l'espèce en catégorie CR (en danger critique) dans la liste rouge des espèces menacées depuis l'an 2000. Les effectifs de cette espèces ont baissé de 80 % ces 50 dernières années à cause de l'exploitation de son milieu naturel.

## Publication originale
- Gray, 1831 : Illustrations of Indian Zoology, chiefly selected from the collection of Major - General Hardwicke. London, vol. 1, p. 1-263 (texte intégral).